# Frie Fugle
Frie Fugle er en dansk stumfilm fra 1992, der er instrueret af Emanuel Gregers efter manuskript af ham selv og Valdemar Andersen.

## Handling
Den berømte violinistinde Naomi er blevet gift med en mand der ikke værdsætter hendes kunst. Hun forelsker sig i stedet i en ung, der deler hendes begejstring for det kunstneriske. Da hendes mand opdager det, smider han hende på porten, og dræber den unge elsker i en duel. Nu er Naomi fri for bånd og kan fuldt ud udleve sin drøn som kunstner under navnet Mimi Renaud.

## Medvirkende
- Viggo Wiehe - Kaptajn Anker
- Bodil Ipsen - Naomi, kaptajnens kone
- Vera Berg von Linde - Sinnet, kaptajnens datter
- Frederik Jacobsen - Claus Selwyn
- Aage Fønss - Paul Selwyn, Claus' adoptivsøn
- Ingeborg Spangsfeldt - Artemis Sebastopol
- Petrine Sonne - Birthe
- Bertel Krause - Slagter Munk
- Peter Malberg - Saint Valéry